# I·伯纳德·科恩
I·伯纳德·科恩（英語：I. Bernard Cohen，1914年3月1日—2003年6月20日）是一位美国科学史家，哈佛大学教授，毕业于哈佛大学，师从乔治·萨顿，主要作品有《自然科学与社会科学的互动》（nteractions: Some Contacts between the Natural Sciences and the Social Sciences）、《新物理学的诞生》（The Birth of a New Physics）、《科学革命史：对科学中发生革命的历史思考》（Revolution in Science）等。